# Oskar Stillich
Oskar Stillich (* 26. September 1872 in Metschlau, Landkreis Sprottau; † 31. Dezember 1945, Ort unbekannt) war ein deutscher National- und Sozialökonom und Pazifist.

## Leben
Ernst Gotthold Oskar Stillich wurde im preußischen Regierungsbezirk Liegnitz in der Landgemeinde Metschlau geboren. Von 1882 bis 1890 besuchte er das Realgymnasium in der Kreisstadt Sprottau und absolvierte danach eine zweijährige landwirtschaftliche Lehre. Nach Abschluss der Ausbildung blieb er im Landkreis und arbeitete als Verwalter eines Gutshofes. 1893 nahm er das Studium der Nationalökonomie an der Universität Leipzig auf und promovierte dort 1896 mit der Dissertation: Über den Einfluss der Arbeit der Kühe auf Menge und Zusammensetzung der Milch. In seiner wissenschaftlichen Arbeit befasste er sich zunächst hauptsächlich mit agrarwirtschaftlichen Fragen, z. B. mit Analysen zum „stickstoffbasierten Düngereinsatz“ oder der „englischen Agrarkrise, deren Ursachen und Verlauf“. Sein Augenmerk richtete sich dabei zunehmend auch auf die sozialen und politischen Zusammenhänge in der Industriegesellschaft des Kaiserreichs. 1898 veröffentlichte er die Ergebnisse einer Feldforschung über die „Heimindustrie im Meininger Oberland“ und 1902 eine Studie über die Lage der „weiblichen Dienstboten in Berlin“. Sein nächstes Themenfeld waren industrielle Unternehmungen und das Kartellwesen in der Stahlindustrie und im Steinkohlenbergbau. Ab Mitte des ersten Jahrzehnts des 20. Jahrhunderts erforschte er die Wirkungsweise des Bankensystems und die soziale und ökonomische Rolle der politischen Parteien.
Seine links-liberale Einstellung und seine sozialkritischen Analysen der ökonomischen und gesellschaftlichen Verhältnisse machten ihn zu einem Außenseiter unter den Akademikern der Kaiserzeit. Als Gegner des wilhelminischen Militarismus nahm er eine pazifistische Haltung ein, so dass er trotz weithin anerkannter Reputation als Nationalökonom keine Berufung auf einen Lehrstuhl erhielt. Er arbeitete als Honorarprofessor und Privatdozent u. a. an der „Humboldt-Akademie“ und an der „Freien-Hochschule“ in Berlin.
Die deutsche Niederlage im Ersten Weltkrieg sah Oskar Stillich als logisches Ergebnis der weltpolitischen Hybris des Wilhelminismus vor dem Kriegsausbruch. So gab er im Sinne des Bundes Entschiedener Schulreformer, den er mit Vorträgen und Veröffentlichungen unterstützte, 1922 einen „Katechismus des Friedensvertrages für Jugend und Volk“ heraus. Neben Ludwig Quidde gehörte er zu den wenigen namhaften Stimmen in der Weimarer Republik, die die Legitimität des Versailler Friedensvertrages eingedenk der annexionistischen deutschen Kriegsziele verteidigten und in ihm die Chance für eine friedliche und demokratische Zukunft sahen. Damit reihte er sich vom Standpunkt der deutschnationalen und nationalsozialistischen Gegner der Demokratie bei den „Novemberverbrechern“ ein.
Oskar Stillich wurde nach der Machtergreifung die Lehrtätigkeit untersagt, seine Bücher wurden verboten und er erhielt Schreibverbot. Als Privatgelehrter ging er in die innere Emigration und trat ab 1933 nicht mehr öffentlich in Erscheinung. Letztmals wird sein Name 1935 – wahrscheinlich versehentlich – in Kürschners Deutschem Gelehrten-Kalender erwähnt.
Lange Zeit galt er als verschollen: „Weder ein Todesdatum noch sein Verbleib sind zu ermitteln, vermutlich wurde er von den Nazis umgebracht, weil seine materialistische Geschichtsauffassung und seine republikanische Gesinnung im Widerspruch zu den Vorstellungen des Regimes standen. Ein fragmentarischer Nachlass im Institut für Zeitgeschichte enthält einige unvollständige Manuskripte dieser Art.“ Diese Arbeiten wurden seit 1945 lange Zeit nicht zur Kenntnis genommen und erst 2013 vom Wirtschafts- und Sozialhistoriker Toni Pierenkemper in den Beiträgen zur „Geschichte der Ökonomie, Band 42“ veröffentlicht.
Mittlerweile wurde der Todestag ermittelt: „Am 31. Dezember 1945 ist der Nationalökonom, Pazifist und Antifaschist Oskar Stillich – unbemerkt von der deutschen Öffentlichkeit – an den Folgen jahrelanger Unterernährung gestorben. Bis heute ist er weithin vergessen, obwohl oder gerade weil er wichtige Einsichten zur deutschen Politik und Geschichte publiziert hat. Er teilt das Schicksal vieler anderer Deutscher, die als Opfer der 'zweiten Schuld' (Ralph Giordano) anzusehen sind. Die Erinnerung an sie und ihr Lebenswerk ist systematisch von denen ausgelöscht worden, die nach 1945 alles taten, um ihre Schuld, ihre Mitschuld oder ihr Mitläufertum kleinzureden – oder sich als Historiker, Politiker, Journalisten etc. daran beteiligten, dem Mainstream, die Vergangenheit zu verdrängen, Genüge zu tun.“

## Deutschvölkischer Katechismus
Von dem auf fünf Bände ausgelegten Deutschvölkischen Katechismus sind bisher erst drei Bände erschienen.
Darin werden insbesondere die „Sinnstiftungs- und Handlungsfunktionen“ der deutschvölkischen Bewegung herausgearbeitet.
Im „Deutschvölkischen Katechismus“ von 1931 schreibt Oskar Stillich: „In ferner Zeit […] wird man sicherlich mit grenzenlosem Erstaunen von der Existenz der deutschvölkischen Verbände und Organisationen und ihren Anschauungen lesen […] Man wird vielleicht geneigt sein zu glauben, es handle sich […] um Fantasieprodukte. Die hier behandelten Organisationen sind zeitbedingt, Sie sind vorübergehende Erscheinungen.“ Ein Jahr später kamen diese „vorübergehenden Zeiterscheinungen“ unter Führung der NSDAP an die Macht und nahmen Rache.
Von den Nazis mit einem Publikationsverbot belegt, konnte er in der Phase seiner inneren Emigration unter einem Pseudonym zum einen das deutschvölkische Ziel der „Schaffung einer der Rasse genuinen Weltanschauung“, zum anderen die „Pluralität völkischer Glaubensformen“ transparent machen. Nach der Einschätzung von Uwe Puschner lässt sich auf der Basis der Arbeit von Stillich nur schwerlich von einer eigenständigen, genuin völkischen Weltanschauung oder gar Religionsgemeinschaft sprechen. Puschner plant, die bisher unveröffentlichten Manuskripte von Stillichs letzten beiden Bänden zu edieren und damit der Forschung zugänglich machen.

## Schriften (Auswahl)

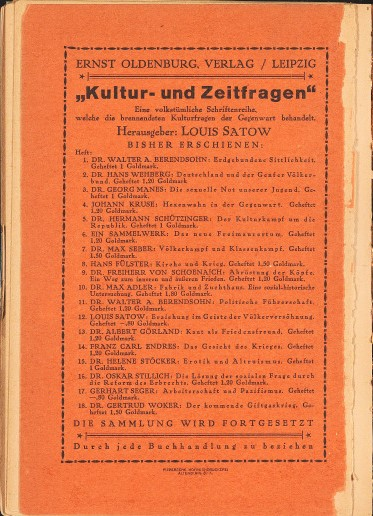
Die Lösung der sozialen Frage durch die Reform des Erbrechts

- Über den Einfluss der Arbeit der Kühe auf Menge und Zusammensetzung der Milch, Dissertation – Thesis (doctoral) – Universität Leipzig, H. Voigt, Leipzig 1896, OCLC 52162589  (online).
- Die englische Agrarkrisis: Ihre Ausdehnung, Ursachen und Heilmittel. Gustav Fischer, Jena 1899, OCLC 476597617.
- Die Spielwaren-Hausindustrie des Meininger Oberlandes. Gustav Fischer, Jena 1899, OCLC 260041501
- Die Lage der weiblichen Dienstboten in Berlin. Edelheim, Berlin / Bern 1902, DNB 363662375.
- Eisen- und Stahlindustrie (= Nationalökonomische Forschungen auf dem Gebiete der großindustriellen Unternehmung Band 1) Franz Siemeroth, Berlin 1904, OCLC 631629843.
- Steinkohlenindustrie (= Nationalökonomische Forschungen auf dem Gebiete der großindustriellen Unternehmung Band 2) Jäh & Schunke, Leipzig 1906, OCLC 16399750.
- Geld- und Bankwesen. Ein Lehr- und Lesebuch. Verlag K. Curtius, Berlin 1909
- Die Börse und ihre Geschäfte. Verlag K. Curtius, Berlin 1909
- Die politischen Parteien in Deutschland. Verlag W. Klinkhardt, Leipzig, 1908/11
  - Band I: Die Konservativen. (1908)
  - Band II: Der Liberalismus. (1911)
- Soziale Strukturveränderungen im Bankwesen. Volkswirtschaftlicher Verlag, Berlin 1916
- Deutschlands Zukunft bei einem Macht- und bei einem Rechtsfrieden. (Ko-Autor: Otto Hue, Vor- und Nachwort von Ludwig Quidde), Verlag Naturwissenschaften, Leipzig 1918
- Staatsbankrott und Vermögensrettung. Verlag Zeitfragen, Berlin 1920
- Der Friedensvertrag von Versailles im Spiegel deutscher Kriegsziele. (Eine soziologische Betrachtung über: Methoden seiner Bekämpfung, seine Gegner, seinen rechtlichen Charakter, seine materielle Erfüllbarkeit, seinen Einfluss auf die Neugestaltung der Welt.), Verlag O. Wachsen, Berlin 1921
- Katechismus des Friedensvertrags für Jugend und Volk. (Zum Gebrauch für Volks-, Mittel- und Hochschulen), Verlag Friede und Recht, Ludwigsburg 1922
- Einführung in die Nationalökonomie. Verlag Kabelitz & Mönnich, Leipzig (1922–1927)
  - Band I: Einleitung.
  - Band II: Theorie der Produktion.
  - Band III: Theorie des Tausches.
  - Band IV: Theorie der Verteilung.
- Das Freigeld. Eine Kritik. Industriebeamten-Verlag, Berlin 1923
- Das Geldwesen. (Handbuch des Geld-, Bank- und Börsenwesens Band 1), Verlag G. A. Gloeckner, Leipzig 1924
- Die Banken und ihre Geschäfte. (Handbuch des Geld-, Bank- und Börsenwesens Band 2), Verlag G. A. Gloeckner, Leipzig 1924
- Die Lösung der sozialen Frage durch die Reform des Erbrechts. (=Kultur- und Zeitfragen – eine Schriftenreihe Heft 16), Ernst Oldenburg, Leipzig 1924
- Deutschland als Sieger!. Ernst Oldenburg, Leipzig 1924
- Ausbeutungssysteme. Buchreihe: Die Gewerkschaftsschule Band 2; Thüringer Verlagsanstalt, Jena 1925
- Deutschvölkischer Katechismus. 3 Bände; Ernst Oldenburg, Leipzig / Berlin 1929–1932
- Fort mit dem VDA aus den Schulen! Vortrag. Mit einem Begleitwort von Paul Oestreich. Verlag fürs deutsche Volk, Breslau 1930.

## Neuausgaben
- Helmut Donat (Hrsg.): Oskar Stillich – Ausgewählte Schriften. Donat, Bremen (seit 2022, zehn geplante Bände).
  - Band 1: Versailles – Ein Racheakt der Sieger?
  - Band 2: Die Militarisierung der Sprache und des Volkes, Kritik der Reden Hitlers, sein Verrat an der Kunst und andere Studien zum Nationalsozialismus. Mit einem Beitrag von Helmut Donat. 2022, ISBN 978-3-949116-14-8.
  - Band 3: Begriff und Wesen des Völkischen. Mit einer Einleitung von Helmut Donat (= Deutschvölkischer Katechismus. Heft 1). 2022, ISBN 978-3-943425-92-5.
  - Band 4: Parteien, Verbände, Orden, Vereinigungen (= Deutschvölkischer Katechismus. Heft 2).
  - Band 5: Militärverbände und Alldeutscher Verband (= Deutschvölkischer Katechismus. Heft 3).
  - Band 6: Deutschvölkische Religion (= Deutschvölkischer Katechismus. Heft 4).
  - Band 7: Völkische und Krieg (= Deutschvölkischer Katechismus. Heft 5).
  - Band 8: Die Völkischen zum Pazifismus, zu anderen Völkern, zu Lucano und Genf sowie ihr Verhältnis zur deutschen Sprache und Schrift (= Deutschvölkischer Katechismus. Heft 6).
  - Band 9: Antisemitismus und Judenfrage (= Deutschvölkischer Katechismus. Heft 7).
  - Band 10: Vermischtes (= Deutschvölkischer Katechismus. Heft 8).